# ФК Тиквеш
Вижте пояснителната страница за други значения на Тиквеш.
ГФК „Тиквеш 1930“ (на македонски: ГФК Тиквеш 1930) е футболен клуб от град Кавадарци, Северна Македония.
Основан е през 1930 г. и е сред най-старите футболни отбори в страната.

## Успехи
- Купа на Македония:
  -  Носител (1): 2023/24

## Български футболисти
- Любомир Витанов: 2003/04
- Мартин Стоянов: 2024... - (17 мача - 0 гола...)